# Pośrednia Sucha Czuba Kondracka
Pośrednia Sucha Czuba (1844 m), dla odróżnienia od innych nazywana Pośrednią Suchą Czubą Kondracką – środkowa turnia w grupie trzech Suchych Czub w Tatrach Zachodnich. Znajduje się w grani głównej Tatr Zachodnich, pomiędzy Małą Suchą Czubą (1832 m), od której oddzielona jest przełęczą Skryte Wrótka (1802 m), a Wysoką Suchą Czubą (1876 m), od której oddziela ją przełęcz Niskie Wrótka (1798 m).
Zbudowana jest ze skał granitowych. Pod względem topograficznym i taternickim jest najwybitniejszą z Suchych Czub Kondrackich. Od północy opada ścianami o wysokości dochodzącej do 200 m do Doliny Suchej Kondrackiej. Po raz pierwszy ścianą tą przeszli Michał Jagiełło i Maciej Mischke w lutym 1965 r. Później poprowadzono w niej jeszcze kilka trudniejszych dróg wspinaczkowych (m.in. Władysław Cywiński, Maciej Pawlikowski). Od południowej strony jej wierzchołek jest łatwy do zdobycia, ale szlak turystyczny omija go, trawersując południowy stok. Stok ten opada do Doliny Cichej, mniej stromo, niż północny, ale za to znacznie niżej. Względna wysokość wierzchołka Pośredniej Suchej Czuby nad dnem tej doliny wynosi ok. 600 m. Zimą stokiem tym schodzą potężne lawiny.

## Szlaki turystyczne
– odcinek czerwonego szlaku z Kasprowego Wierchu granią główną Tatr przez Goryczkową Czubę i Suche Czuby do Przełęczy pod Kopą Kondracką. Czas przejścia: 1:40 h, z powrotem 1:20 h

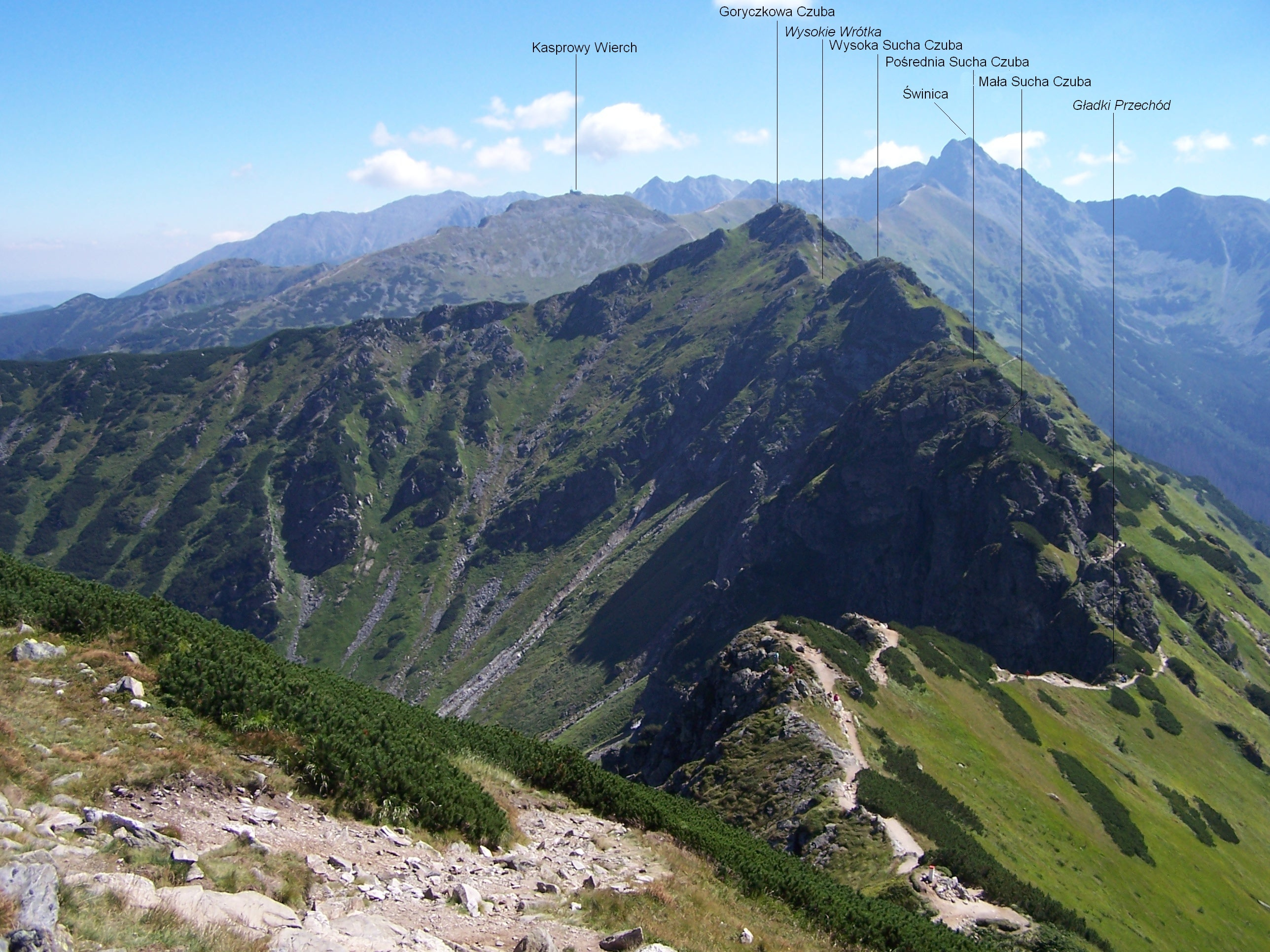
Widok z Suchego Wierchu Kondrackiego